# М61 (тепловоз)

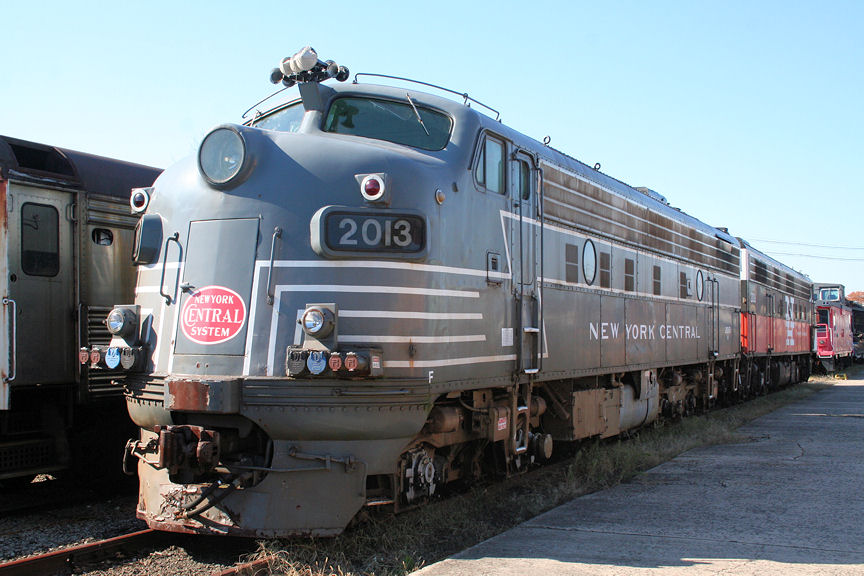
EMD F як прообраз тепловоза М61

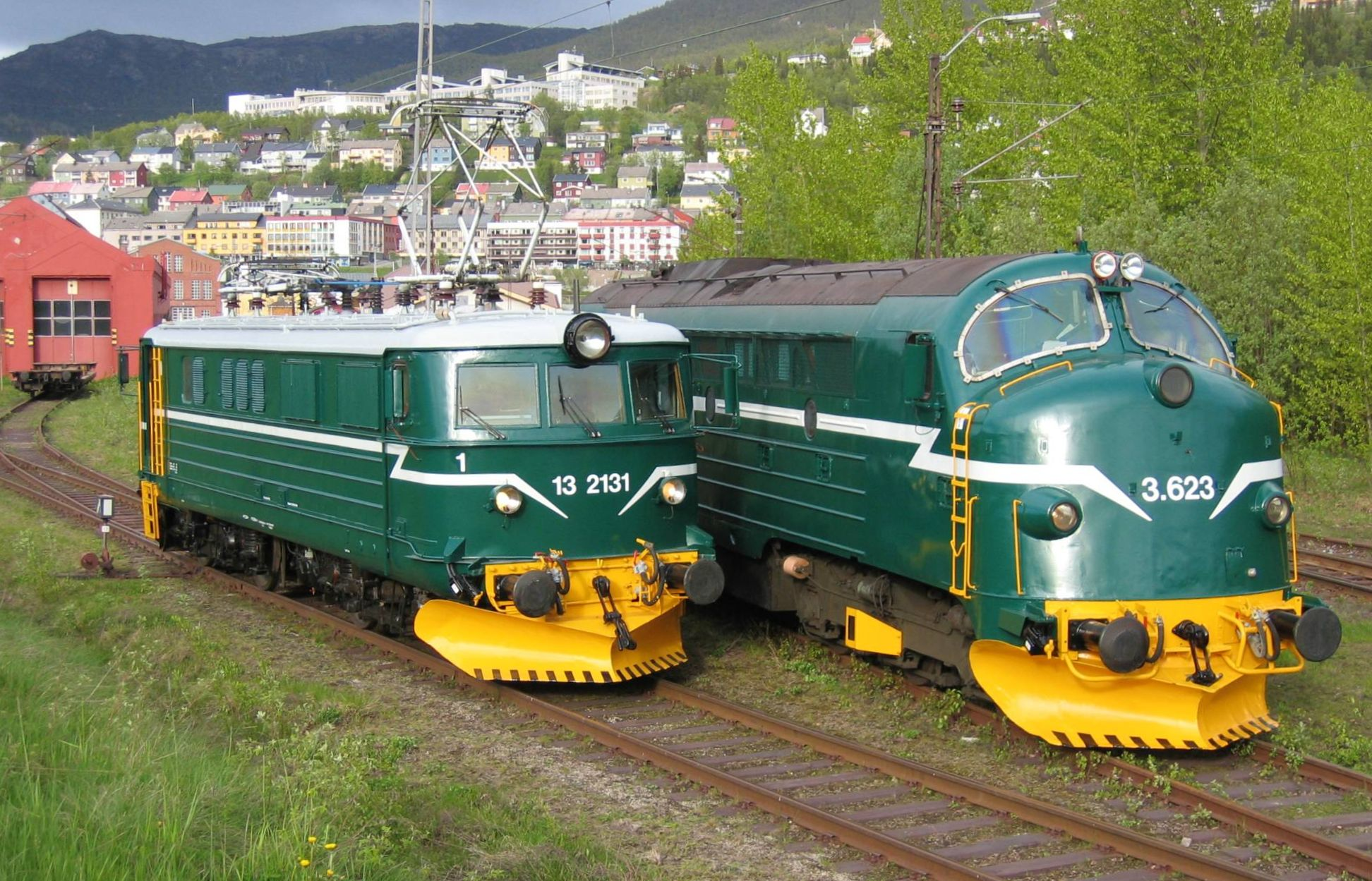
El 13 і Di 3 у Норвегії

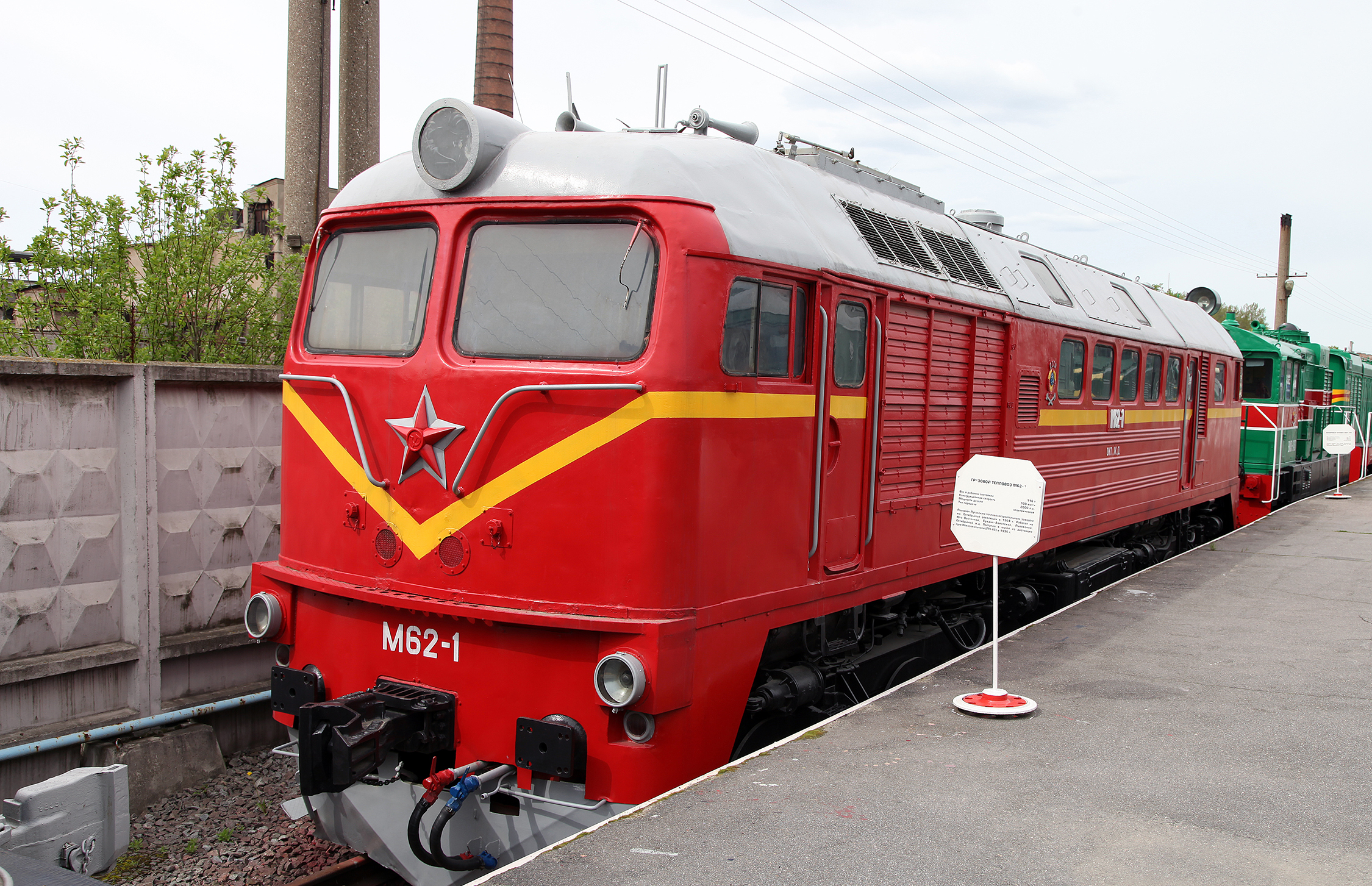
Тепловоз М62-1 в залізничному музеї на Варшавському вокзалі Санкт-Петербурга

Тепловоз NoHAB AA16, M61(угор. M61 від угор. mozdony «локомотив», 6-вісний, 1-й тип) — тепловоз, що вироблявся у Швеції на заводі «NOHAB» у місті Тролльгеттан. Був ліцензійною версією тепловоза EMD F (англ. EMD F-unit) американської компанії General Motors.

## Історія
1949 року «NOHAB» отримала ліцензію на виробництво тепловоза від підрозділу «Electro-Motive Diesel» (EMD) компанії GM. За основу конструкції було взято модифікацію EMD F, що раніше поставлялася в Австралію. На вимоги Міжнародного союзу залізниць було внесено деякі зміни у форму кузова, що поліпшило огляд. Зміни також торкнулися буферного бруса, там з'явилася змога встановлювати гвинтове зчеплення і буфери.
Під час виробництва тепловоза до нього вносилися конструкційні зміни. Зокрема, в оригіналі він мав 4 обмоторені осі, але під час поставок у деякі країни потрібно було на вимогу замовника зменшити осьове навантаження, через що візки тепловоза стали тривісними та з'явилися підтримувальні осі.
Перші виготовлені тепловози придбали залізниці Данії. Постачання почалося з 1951 року. Ці тепловози мали 6 колісних пар, але обмотореними були тільки 4 осі (середні осі у тривісних візках були підтримувальними). Максимальна швидкість тепловоза встановлювалася на позначці 133 км/год. Потужність дизельного двигуна тепловоза становила 1950 к. с., проте на частині машин були дизелі потужністю 1700 к. с. Кабіни машиніста були обабіч тепловоза. У Данії за характерну форму кузова тепловоз дістав прізвисько Rundsnuder («круглопикий»). У цій країні тепловози використовувалися до 2001.
45 тепловозів цієї серії було випущено з полегшеною конструкцією і осьовим навантаженням у 15 тонн на вісь. Такі тепловози виготовлялися з 1960 по 1962 рік. Вони були на 60 см коротші, мали потужність меншу, ніж у базової моделі на 10 % — 1445 к. с.
Із 1954 року почалися поставки цього тепловоза і в Норвегію, яка вже мала не дуже вдалий досвід експлуатації тепловоза Di 1 у 1942—1950 рр. Видозміна тепловоза для цієї країни мала конструкційну швидкість 105 км/год і в цілому була оптимізована для суворих умов експлуатації. Норвезьким державним залізницям (норв. Norges Statsbaner) тепловоз поставлявся шестивісним, зі встановленими плужними снігоочисниками замість метільника. У Норвегії тепловоз отримав позначення «Di 3».
У випробуваннях норвезької модифікації «Di 3» взяли участь і Угорські державні залізниці. Наприкінці 50-х і в 60-х рр. ХХ ст. на залізницях Угорської Народної Республіки ‎частка вантажоперевезень досягла 85 %. Для збільшення пропускної спроможності залізниць потрібно було впровадити тепловозну тягу, але угорська промисловість, обтяжена радянськими воєнними репараціями, не була готова до випуску тепловозів, тому було вирішено поставити тепловози з-за кордону, для чого оголосили тендер. Найкращі пропозиції надійшли від фірми «Krauss-Maffei» з Мюнхена та «NOHAB» зі Швеції. Так у 1963 і 1964 роках двома партіями було придбано 20 шведських тепловозів і, хоча потреба в тепловозах була більша, через політичний тиск із боку СРСР ці тепловози більше не поставлялися. Угорщину як країну-члена РЕВ зобов'язали придбати радянські локомотиви. Таким чином, із 1965 року замість М61 в Угорщину поставлялися тепловози М62, що виготовлялися в українському Луганську.
Тепловози М61 посилено експлуатувалися в Угорщині до 80-х років, окремі представники цієї моделі трапляються на коліях донині.
Через свій особливий статус «західного тепловоза» M61 має велику армію прихильників, тим-то після виведення серії з експлуатації кілька локомотивів зберегли як робочі тепловози-музеї. Один із них зберігається в Угорському парку залізничної історії у Будапешті.